# Ball Arena
El Ball Arena (també conegut com a The Can) és un pavelló multiesportiu situat a Denver, Colorado. És la llar de diversos equips de diferents esports, com són Colorado Avalanche, Denver Nuggets, Colorado Mammoth i Colorado Crush. Quan no és usat per cap conjunt de Denver, el pavelló sovint és utilitzat per a concerts musicals. El Pepsi Center, a més, servirà com seu de la Convenció Nacional Democràtica de 2008.

## Construcció

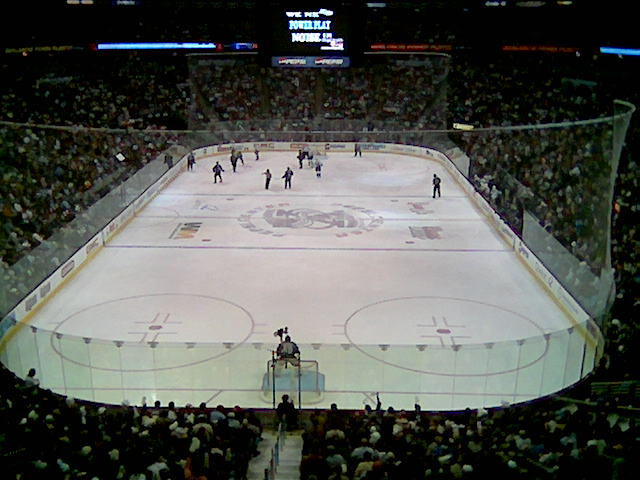
Interior del Ball Arena durant el quart partit de les Semifinals de l'Oest de la NHL de 2006 davant Anaheim Migthy Ducks

El Ball Arena va ser construït com a part del programa esportiu de millora juntament amb el Coors Field, casa de Colorado Rockies, i l'Invesco Field, de Denver Broncos. El complex va ser construït per a ser fàcilment accessible, sent allotjat en la Speer Boulevard, carretera principal del centre de Denver, i amb una sortida propera a la Interstate 25. A més, en el costat oest del complex, hi ha una estació ferroviària, la Pepsi Center/Elitch Gardens.
El 20 de novembre de 1997 es va començar a construir el pavelló, sent acabat l'octubre de 1999. L'obertura del complex està marcada pel concert que va donar Celine Dion. La capacitat de l'estadi és de 19.309 per als partits de bàsquet i de 18.007 per a l'hoquei i lacrosse. També inclou un camp d'entrenament de bàsquet usat pels Nuggets, i el restaurant Blue Sky Grill, accessible tant des de dintre com per fora del complex.
Abans de la construcció, Denver Nuggets i Colorado Avalanche jugaven al McNichols Sports Arena, un pavelló que des de llavors ha estat derruït i actualment serveix com a pàrquing de l'Invesco Field.

## Esdeveniments
El Ball Arena va ser amfitrió de diversos esdeveniments esportius, com l'All-Star de l'NHL i NBA el 2001 i 2005 respectivament, o les Finals de l'Stanley Cup el 2001. De 2004 a 2006, va servir com seu del torneig masculí de bàsquet de la Mountain West Conference. El 2004, Denver va ser seleccionat com una de les cinc ciutats a albergar el Dew Action Sports Tour, una nova franquícia d'esports extrems que va començar el 2005. Titulat Right Guard Open, l'esdeveniment inaugural va ser albergat pel Pepsi Center del 6 al 10 de juliol. El Dew Action Sports va tornar a Denver el 2006 del 13 al 16 de juliol.